# Homme trans
« FtM » et « Transmasc » redirigent ici. Pour les autres significations, voir Personne transmasculine.

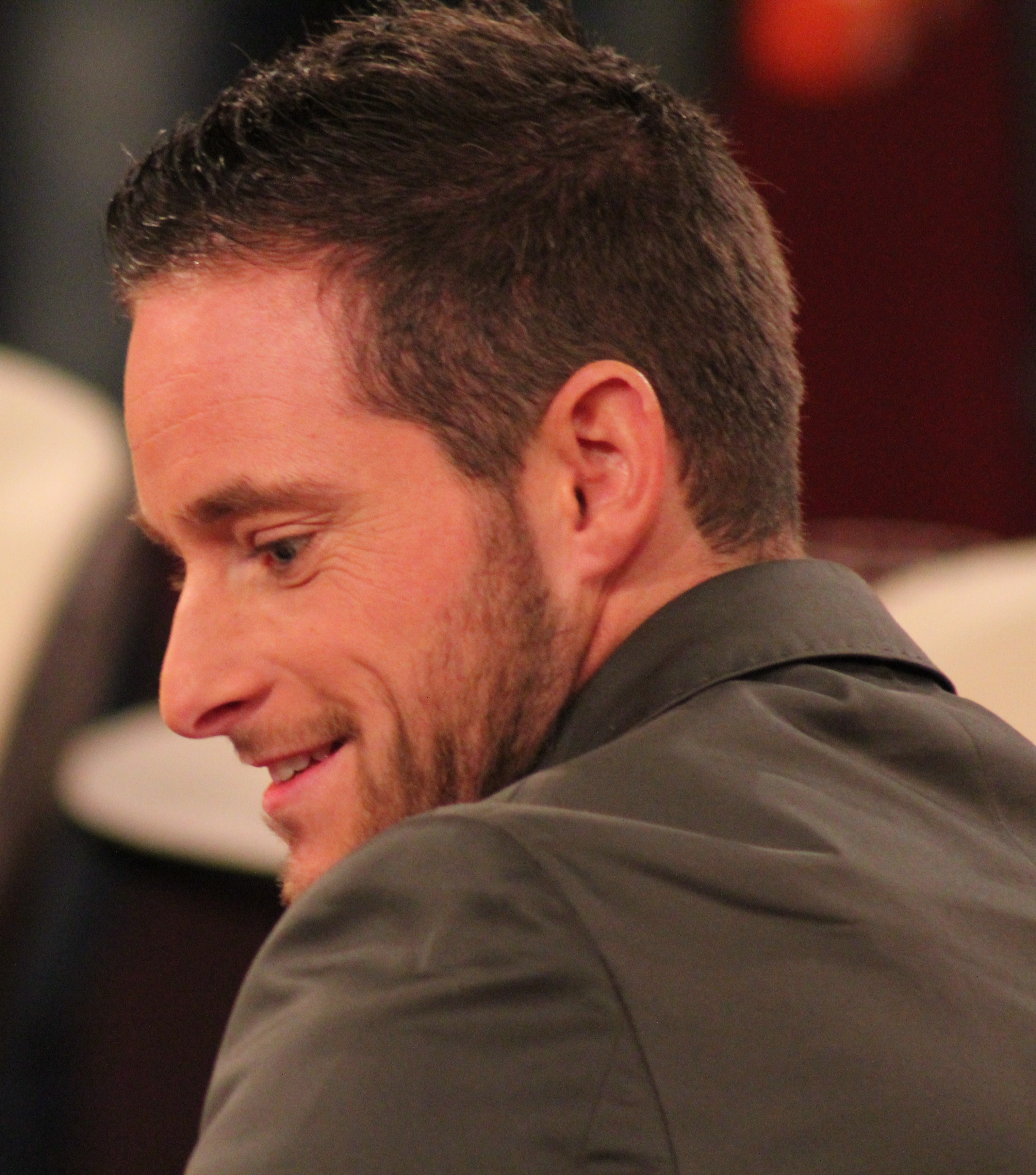
Balian Buschbaum, athlète allemand spécialiste du saut à la perche ayant réalisé sa transition en 2008.

Un homme trans ou homme transgenre est une personne dont l’identité de genre est masculine, alors que le genre qui lui a été assigné à la naissance sur la base de l'apparence de son sexe est féminin.
Le terme trans provient de transition, transformation visuelle vers la transidentité. Certains hommes trans choisissent une opération chirurgicale de réattribution sexuelle, ou une hormonosubstitution, ou les deux, afin de modifier leur corps et être plus en adéquation avec leur identité masculine. La détresse de la transidentité est appelée dysphorie de genre, et peut engendrer une intense et persistante souffrance face à l'apparence de son corps et la vision que les autres ont sur soi. Une transition médicalisée - mise en adéquation du corps avec l'identité de genre, entendue dans un système de catégorisation des genres en deux groupes distincts (bicatégorisation) - peut apaiser notablement cette souffrance, sans pour nécessairement la faire se résorber. 
La dysphorie de genre s’accompagne parfois d’une dépression nerveuse, qui peut entraîner de graves troubles psychologiques. Ajouté à cela, le regard social et moral, la situation familiale, le lieu de vie et l’âge sont des facteurs complexifiants de la transition.
Le taux de suicide demeure très élevé chez les transgenres, qu’ils tendent vers le genre féminin ou masculin.
Une étude de 2014 montre que 85% déclarent avoir souffert d’un acte transphobe ; près de 20% des répondants déclaraient avoir fait une tentative de suicide et près de 60% une dépression. Pour les personnes transgenres, le risque de faire une tentative de suicide est près de huit fois plus important que chez les autres.
À noter également que bien qu’elles soient parfois liées, l'identité sexuelle et l'orientation sexuelle sont deux concepts absolument indépendants l'un de l'autre. Il est également important de distinguer la transidentité de la non-binarité.

## Terminologie
« Transgenre » est un terme générique recouvrant plusieurs identités de genre incluant celle d'homme transgenre, terme qui inclut toute personne ayant été assignée femme à la naissance, alors que son identité de genre est masculine.
Certains hommes trans préféreront être simplement appelés « hommes », considérant que les expressions « homme trans » ou « personne trans female-to-male » induisent l'idée qu'ils ne sont pas de « vrais hommes ». Également, beaucoup d'entre eux peuvent ne pas vouloir être perçus comme des « hommes trans », étant donné la tendance de la société à classer « autre » tout individu qui n'entre pas dans le système de la binarité de genre, ou bien parce que, pour des raisons personnelles, ils ne souhaitent pas s'identifier comme des personnes transgenres ou se mettre cette étiquette.
Contrairement à la « transidentité », le « transsexualisme » n'est pas un terme générique.
« Transsexuel » est un terme médical désuet[réf. nécessaire] désignant la transidentité comme pathologie. À ce titre, pour la plupart des personnes concernées, il faut éviter de l'utiliser. Certains se sont néanmoins réappropriés le terme et l'utilisent pour eux-mêmes. Par ailleurs, la croyance selon laquelle « transsexuel » désigne les personnes souhaitant une transition médicale, et « transgenre » les autres, est une idée reçue. La plupart des personnes concernées rejettent cette dichotomie car elle reprend une distinction utilisée par le corps médical à des fins pathologisantes et induit une hiérarchie entre personnes plus ou moins « dysphoriques » vis-à-vis de leur corps.

## Histoire et évolution
Le ratio des hommes transgenres dans la population générale n'est pas bien connu. Aux États-Unis, il est estimé dans une fourchette allant de 1:2 000 à 1:100 000,,.

## Transition
La transition fait référence à la période durant laquelle la personne effectue son coming out, ainsi que les éventuels changements d'expression de genre et démarches sociales, médicales et à l'état civil (par exemple réassignation sexuelle, changement de nom à l'état-civil).

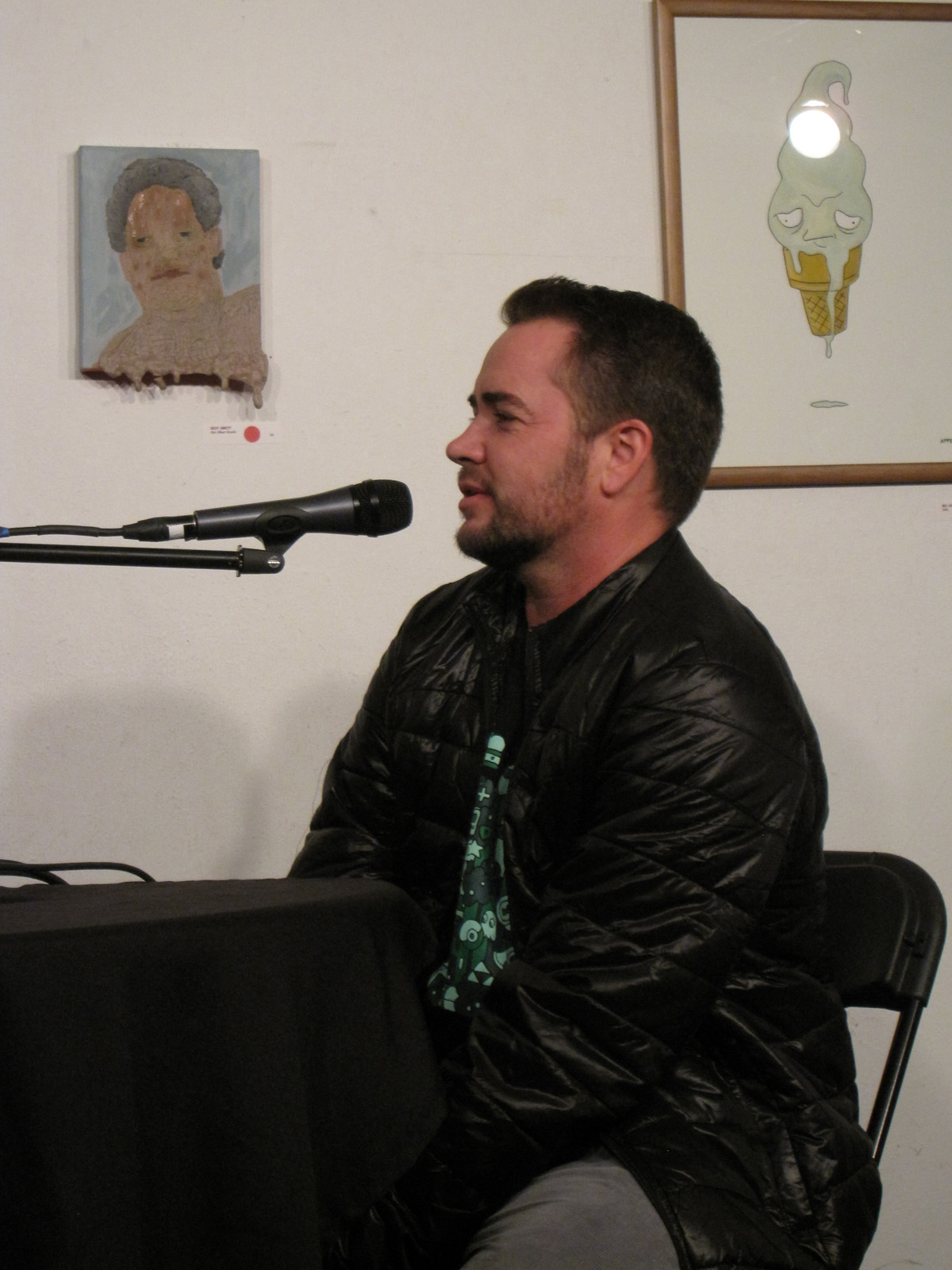
Ian Harvie, humoriste (stand-up) américain.

À l'origine, le terme « homme trans » se référait spécifiquement aux personnes qui avaient subi un traitement hormonal de substitution et/ou une chirurgie de réattribution sexuelle de féminin vers masculin (définition désuète du transsexualisme comme pathologie). La définition de « transition » s'est élargie pour y inclure les thérapies de développement psychologique, ou les méthodes d'acceptation de soi.
La transition peut impliquer certaines (ou toutes) des étapes suivantes :
- La transition sociale : changement de prénom, s'habiller avec des vêtements appropriés au genre, communiquer avec la famille, les amis et au travail/à école.
- Thérapie de réassignation sexuelle : hormonosubstitution et/ou chirurgie de réattribution sexuelle, féminin vers masculin (en anglais : female to male, abrégé sous la forme du sigle FtM).
- Affirmation juridique : nom et correction du marqueur de sexe sur les documents d'identification juridiques[10],[11]. Être socialement accepté comme homme (parfois appelé le passing) peut être difficile pour les hommes trans qui n'ont pas subi de THS et/ou de chirurgie. Certains hommes trans peuvent choisir de se présenter comme une femme dans certaines situations sociales (par exemple au travail). Après la transition physique, les hommes trans vivent généralement à temps plein en tant qu'homme[10],[11].

### Transition sociale
La transition sociale consiste en un ou plusieurs changements concernant l'apparence sociale de la personne : changement de prénom et de pronoms pour être désignée et adoption d'une apparence vestimentaire et/ou d'une chevelure masculine sont des possibilités pour réaliser une transition sociale. Certaines techniques sont conçues pour modifier des caractéristiques liées au buste, aux appareils génitaux comme le binding et le packing.

### Transition physique
Les hommes trans peuvent demander des interventions médicales, comme des prises d'hormones et/ou l'opération chirurgicale, pour rendre leur corps aussi conforme que possible à leur identité de genre.
Beaucoup d'hommes transgenres n'ayant pas subi d'intervention chirurgicale choisissent de dissimuler leurs seins grâce à différentes méthodes, comme utiliser des soutiens-gorge de sport et/ou des bandages (binding).
Certains hommes trans décident aussi de packer afin de créer un renflement au niveau de l'entrejambe grâce à différentes façons, comme utiliser des chaussettes roulées. Certains packers sont fabriqués de manière à pouvoir uriner à travers eux (stand-to-pee).

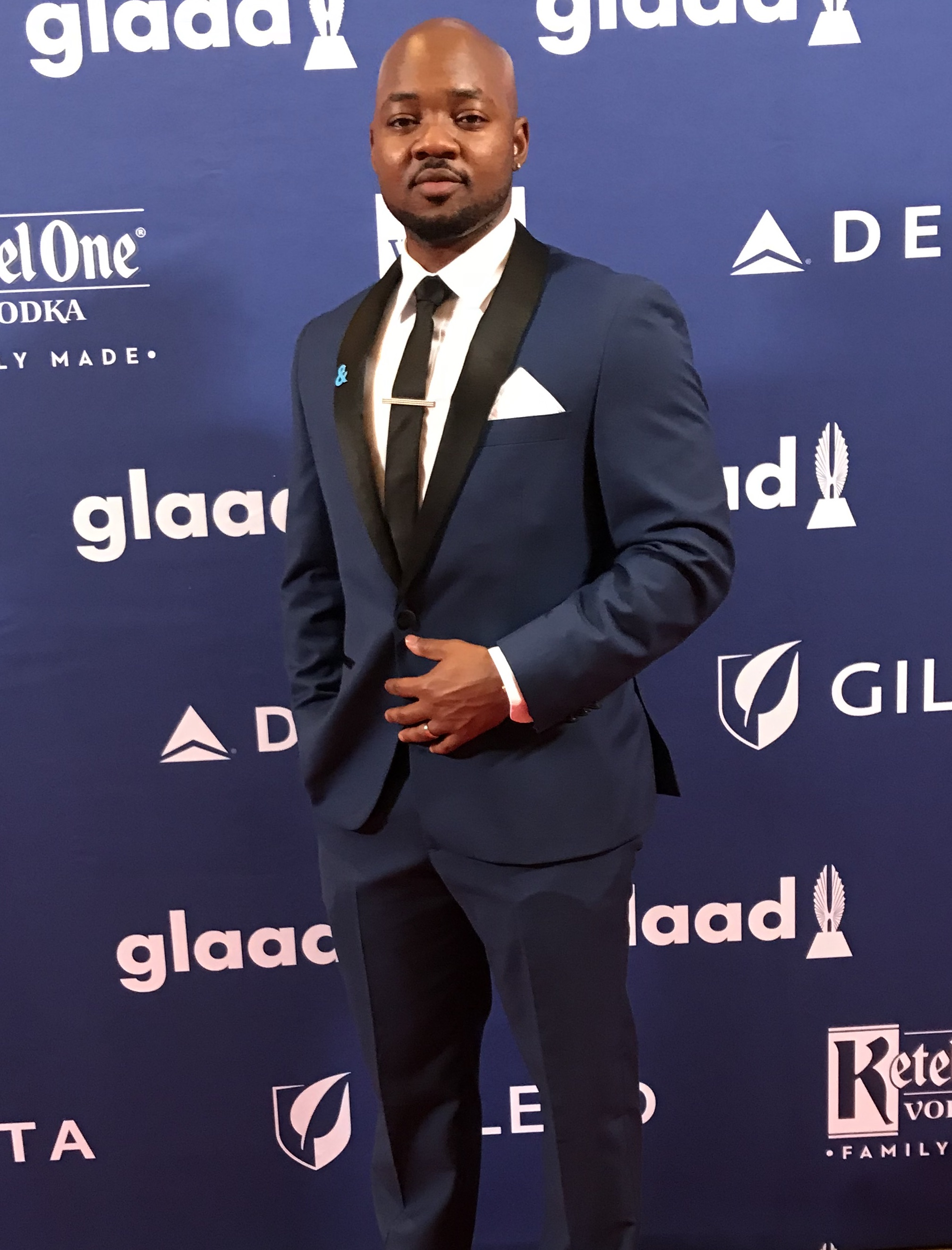
Brian Michael Smith, acteur américain.

Une étude de 2010 a montré que chez les hommes trans ayant bénéficié d'un traitement hormonal à base de testostérone, le volume ovarien avait augmenté, entraînant les caractéristiques histologiques des ovaires polykystiques chez 79,5 % des cas ; une atrophie de l'endomètre avait également été observée chez 45 % des participants. L'examen mammaire avait de plus révélé une réduction du tissu glandulaire (atrophie) et une augmentation du tissu conjonctif fibreux dans 93 % des cas, sans hyperplasie ou carcinome atypique.

## Représentation des hommes trans dans la culture

### Hommes trans de fiction
- Iphis dans Iphis et Iante (1634) d'Isaac de Benserade
- Gabriel dans Gabriel de George Sand

- Tyler Ronan dans Tell Me Why, jeu-vidéo de Dontnod Entertainment, 2020.

### Films et documentaires
- Victor Victoria, film de 1982
- Boys Don't Cry, 1999, États-Unis, drame (inspiré d'une histoire vraie)
- Tomboy, film de 2011 sur un garçon trans fictif.
- Une femme iranienne, 2011, Iran, drame
- 52 Tuesdays, 2013, Australie, drame
- Mr. Angel, 2013, États-Unis, documentaire sur la vie de Buck Angel[14]
- About Ray, 2015, États-Unis, drame
- One of the Guys (en) - Ti-Gars, 2018, France Canada, documentaire sur la vie de Vincent Lamarre
- Océan, 2019, France, documentaire autobiographique sur la transition d'Océan